# Bösendorfer-Saal

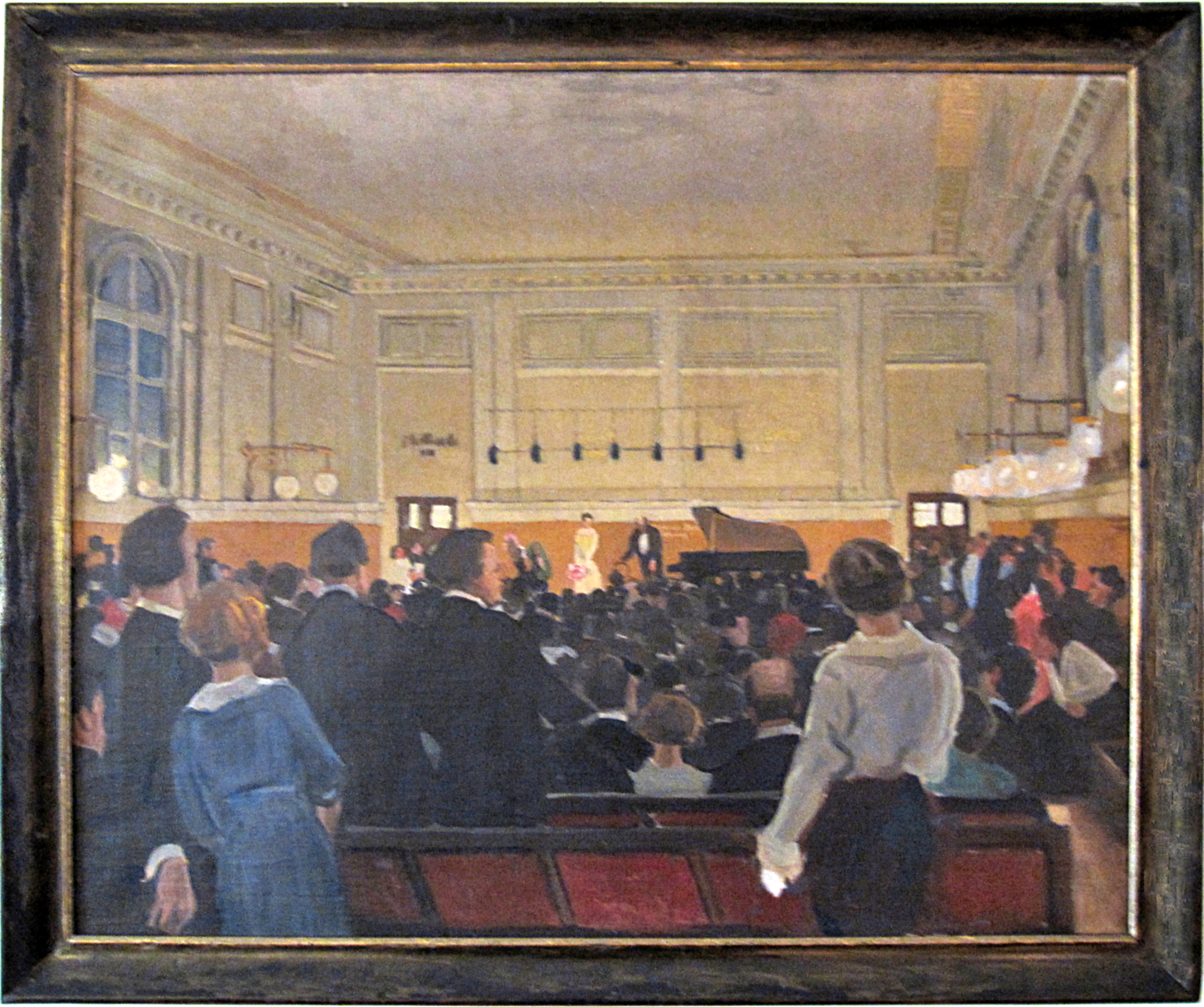
Konzertszene im Bösendorfer-Saal im Palais Liechtenstein. Das Gemälde hing in der Bösendorfer-Fabrik in Wien-Wieden.

Der Bösendorfer-Saal war ein von 1872 bis 1913 im Palais Liechtenstein in der Herrengasse bestehender Konzertsaal in Wien. 1983 wurde ein neuer Bösendorfer-Saal in der Bösendorfer-Fabrik in der Graf-Starhemberg-Gasse im Gemeindebezirk Wieden eröffnet. Nach der Stilllegung dieser Fabrik ging der Name im Jahr 2010 auf einen Saal im Mozarthaus Vienna über. Darüber hinaus gibt es gleichnamige Säle in Salzburg und Eggenfelden.

## Bösendorfer-Säle in Wien

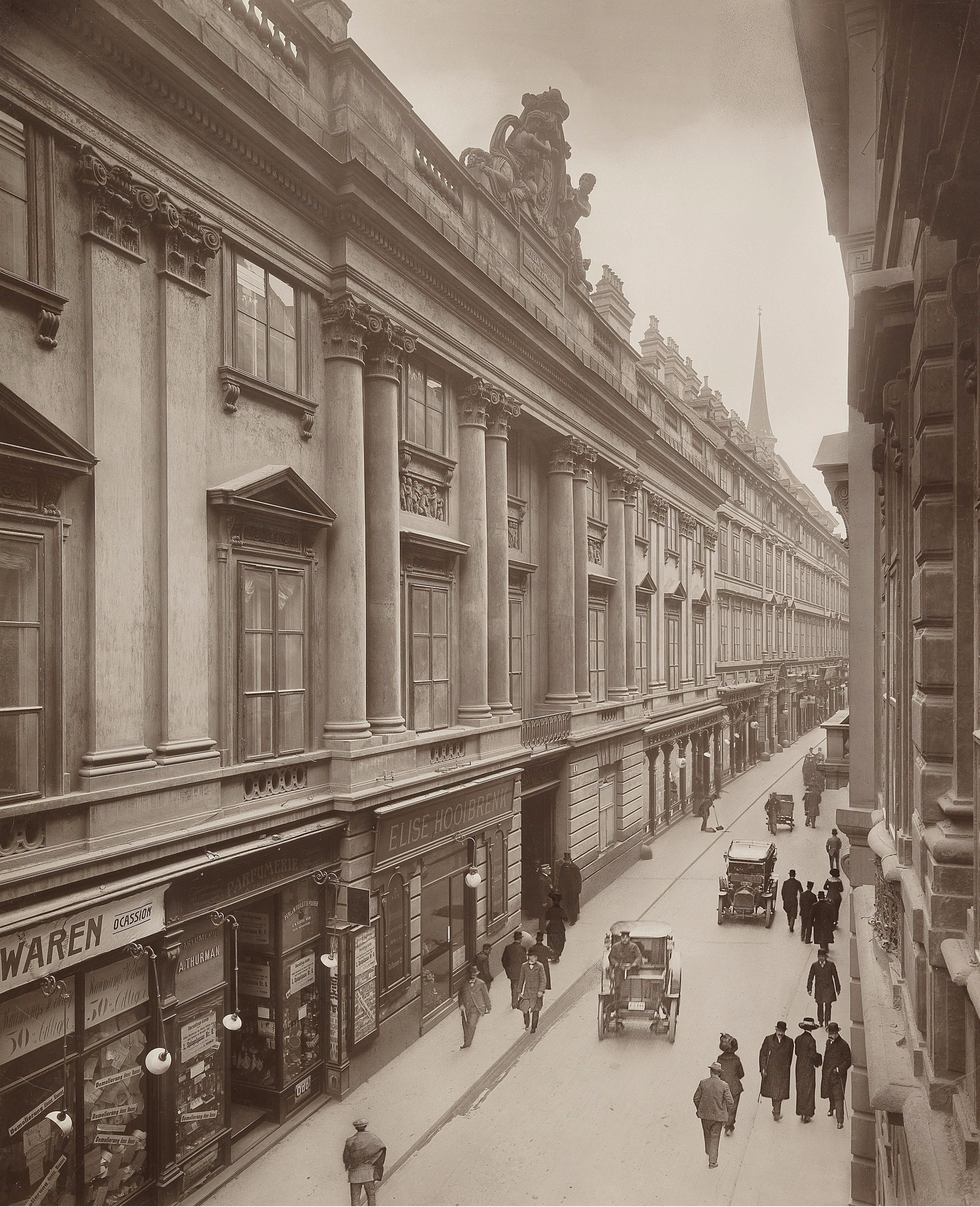
Das Palais Liechtenstein (ca. 1905)

### Palais Liechtenstein
Ludwig Bösendorfer eröffnete 1872 durch die Umgestaltung der fürstlich Liechtensteinschen Reitschule den Konzertsaal im Palais und übernahm in der Folge auch dessen Leitung. Der eher schmucklose Saal bot 588 Personen Platz und wurde wegen seiner hervorragenden Akustik sehr geschätzt. Er galt zu seiner Zeit als einer der wichtigsten Konzertsäle von Wien.
Das Eröffnungskonzert am 19. November 1872 wurde von Hans von Bülow bestritten. Ignaz Paderewski war im Bösendorfer-Saal häufig zu Gast, Eugen d’Albert gab hier 1886 sein Wien-Debüt. Weitere berühmte hier auftretende Künstler waren u. a. Wilhelm Backhaus, Agnes Bricht-Pyllemann, Ferruccio Busoni, Ernst von Dohnányi, Julius Epstein, Wilhelm Kienzl, Fritz Kreisler, Theodor Leschetizky, Franz Liszt, Gustav Mahler, Sophie Menter, Felix Mottl, Max Reger, Anton Rubinstein, Pablo de Sarasate, Emil von Sauer, Arthur Schnabel, Richard Strauss, Richard Wagner, Felix von Weingartner und Hugo Wolf. Bis zur Schließung nach einem Konzert des Rosé-Quartetts am 2. Mai 1913 wurden in diesem Konzertsaal mehr als 4500 Konzerte gegeben.

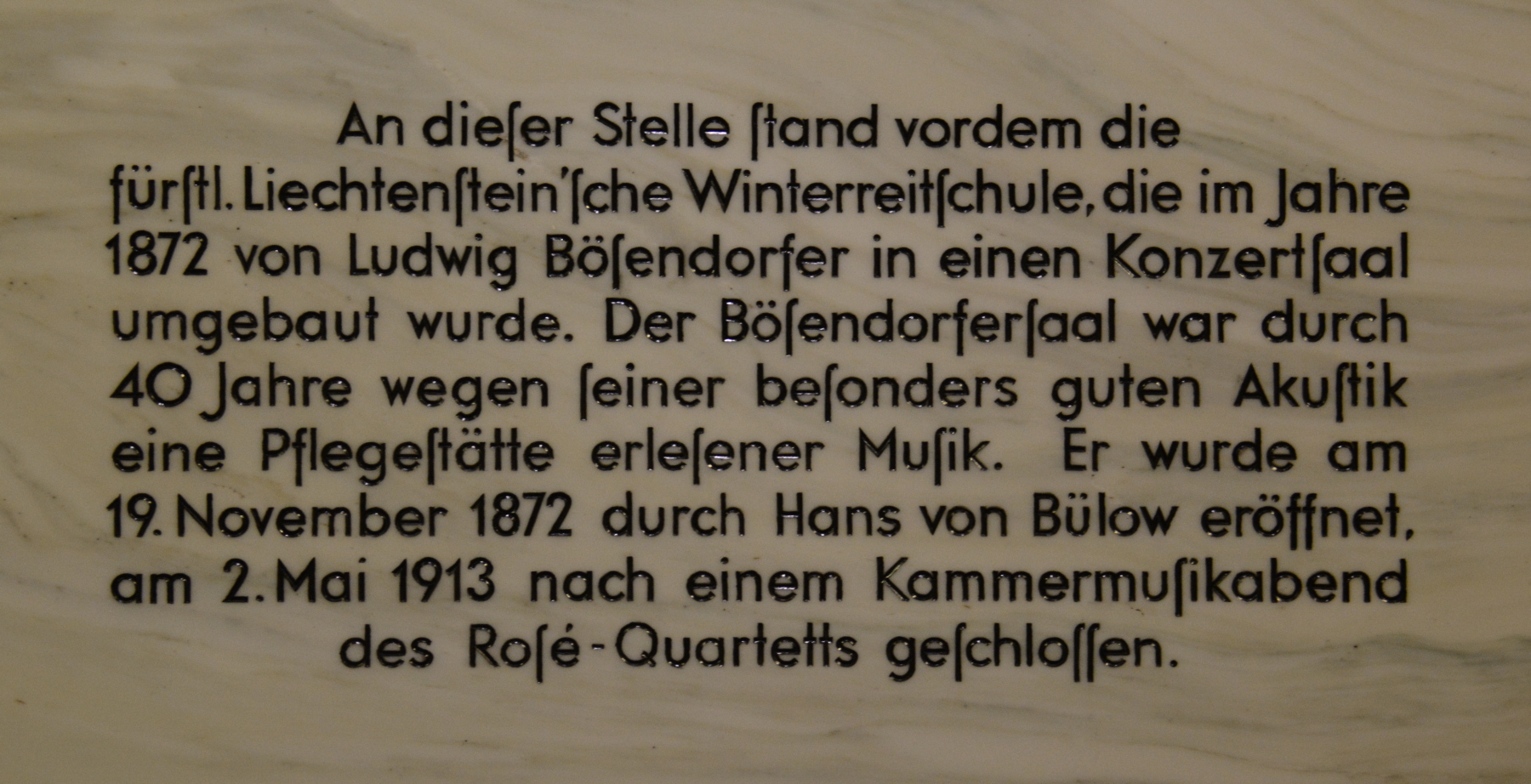
Gedenktafel am Hochhaus Herrengasse in Wien

Stefan Zweig beschreibt in seinen Memoiren Die Welt von Gestern das letzte Konzert und den emotionalen Abschied der Musikenthusiasten von „ihrem“ Saal: „Als die letzten Takte Beethovens verklangen, vom Roséquartett herrlicher als jemals gespielt, verließ keiner seinen Platz. Wir lärmten und applaudierten, einige Frauen schluchzten vor Erregung, niemand wollte es wahrhaben, dass es ein Abschied war. Man verlöschte im Saal die Lichter, um uns zu verjagen. Keiner von den vier- oder fünfhundert der Fanatiker wich von seinem Platz.“
Das Palais wurde in der Folgezeit abgerissen, um den Baugrund kommerziell verwerten zu können. Das Areal blieb allerdings fast zwei Jahrzehnte unverbaut, erst ab 1931 wurde darauf das Hochhaus Herrengasse errichtet. Am Gebäude erinnert eine Gedenktafel an den ehemaligen Standort des Bösendorfer-Saales.

### Bösendorfer-Fabrik in Wien-Wieden
Im November 1983 wurde im Fabrikgebäude auf der Wiener Wieden ein neuer Bösendorfer-Saal mit 150 Sitzplätzen eingeweiht. Hier fanden Konzerte und internationale Meisterkurse statt. Im Zusammenhang mit der geplanten Aufgabe des Standorts in Wieden wurde ab 2009 ein Ersatz für diesen Bösendorfer-Saal gesucht, der noch bis März 2010 genutzt wurde.

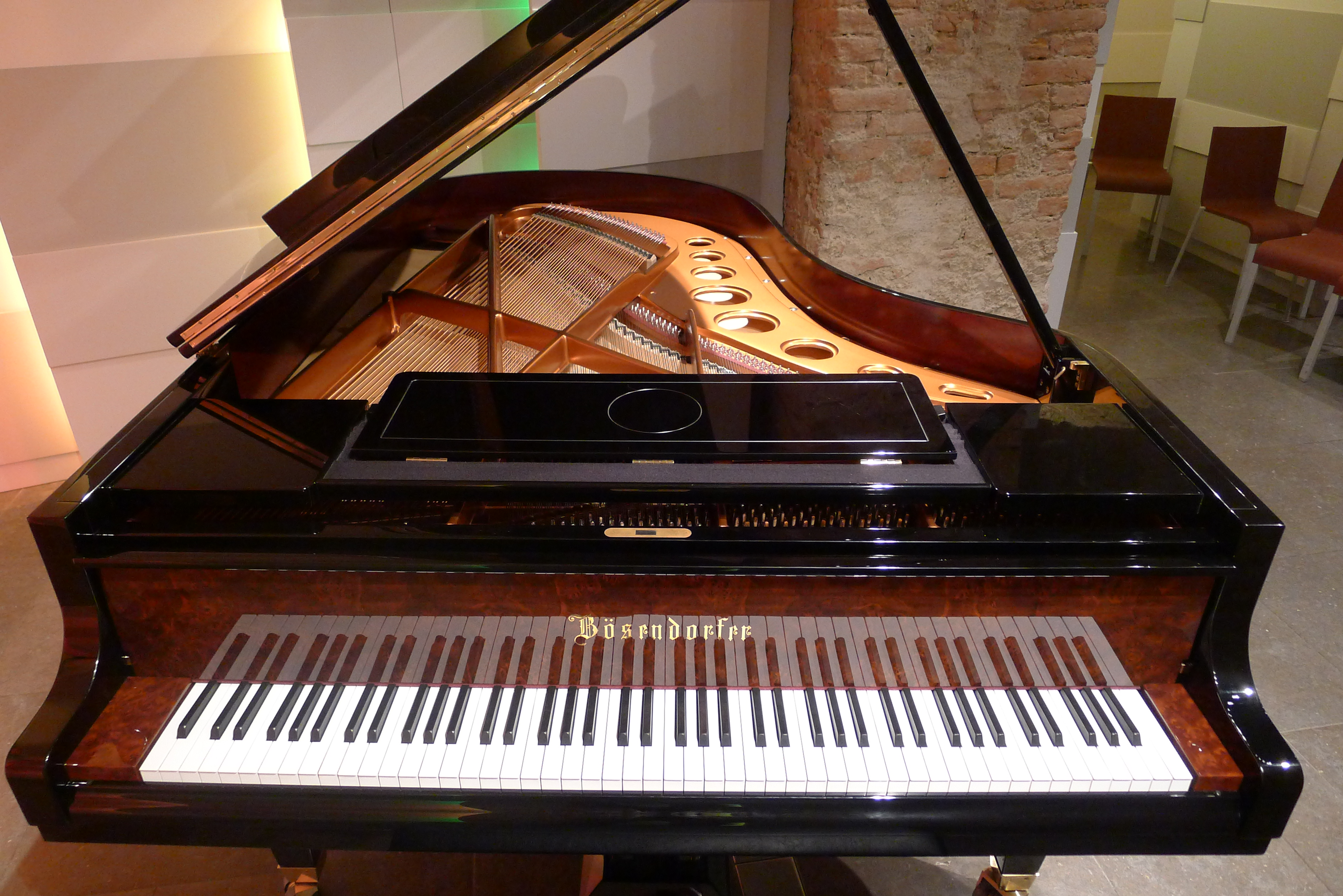
Bösendorfer-Flügel im Bösendorfer-Saal im Mozarthaus Vienna

### Mozarthaus Vienna
Der Nachfolger wurde im Oktober 2010 durch eine Kooperation mit dem Mozarthaus Vienna gefunden. Der „Bösendorfer-Saal im Mozarthaus Vienna“ befindet sich im zweiten Untergeschoß in einem ehemaligen Keller mit historischem Gewölbe. Er eignet sich nicht nur für Konzerte, sondern dank der technischen Ausstattung auch für CD-Aufnahmen, Präsentationen und Vorträge. Er kann auch für Festveranstaltungen gemietet werden.

## Gleichnamige Säle in anderen Orten

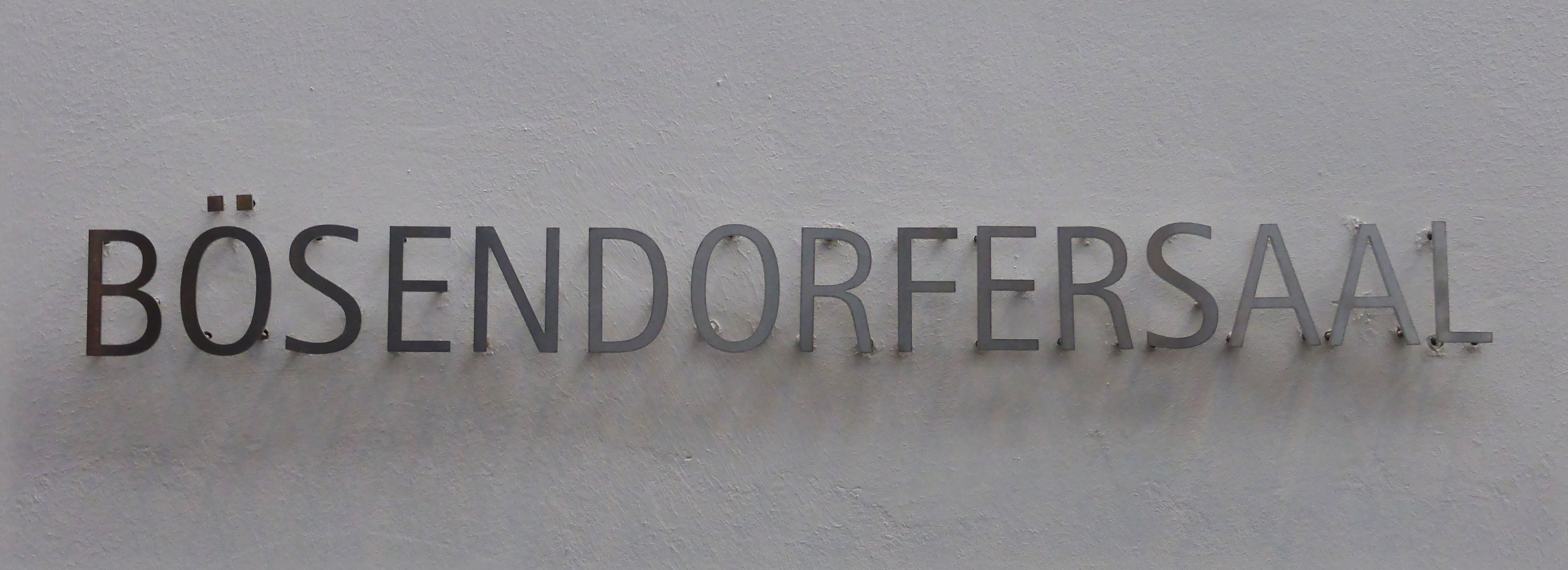
Beschriftung im Neuen Mozarteum, Salzburg

Ein kleiner Konzertsaal mit 80 Sitzplätzen im Neuen Mozarteum in Salzburg trägt den Namen Bösendorfersaal.
Die Stadt Eggenfelden hat diverse Gebäude auf dem Gelände der Hofmark Gern für kulturelle Zwecke eingerichtet. Dazu gehört der BösendorferSaal in der ehemaligen Remise mit Platz für rund 200 Konzertbesucher, der auch von der städtischen Musikschule genutzt wird.